# Élections cantonales de 2008 en Charente
Les élections cantonales ont eu lieu les 9 et 16 mars 2008.
En Charente, le conseil général comprend 35 conseillers généraux issus des 35 cantons de la Charente. 17 d'entre eux sont renouvelables lors de ces élections.
À la suite des élections, le conseil général de la Charente est toujours présidé par Michel Boutant (PS).

## Contexte départemental

### Assemblée départementale sortante
| Parti                             | Sigle | Sigle | Élus |
| --------------------------------- | ----- | ----- | ---- |
| Majorité (21 sièges)              |       |       |      |
| Parti socialiste                  |       | PS    | 14   |
| Divers gauche                     |       | DVG   | 4    |
| Parti communiste français         |       | PCF   | 2    |
| Europe Écologie Les Verts         |       | EELV  | 1    |
| Opposition (14 sièges)            |       |       |      |
| Union pour un mouvement populaire |       | UMP   | 10   |
| Divers droite                     |       | DVD   | 4    |
| Président du Conseil général      |       |       |      |
| Michel Boutant (PS)               |       |       |      |

## Résultats à l'échelle du département
| Étiquette      | Étiquette                          | Premier tour | Premier tour | Second tour | Second tour | Sièges |
| Étiquette      | Étiquette                          | Voix         | %            | Voix        | %           | Sièges |
| -------------- | ---------------------------------- | ------------ | ------------ | ----------- | ----------- | ------ |
|                | Parti socialiste                   | 23 336       | 25,98        | 5 974       | 26,27       | 5      |
|                | Divers gauche                      | 15 698       | 17,48        | 4 317       | 18,99       | 4      |
|                | Parti communiste français          | 9 010        | 10,03        |             |             | 1      |
|                | Europe Écologie Les Verts          | 3 409        | 3,80         | 2 786       | 12,25       | 0      |
|                | Parti radical de gauche            | 1 477        | 1,64         |             |             |        |
|                | Extrême gauche                     | 226          | 0,25         |             |             |        |
| Gauche         | Gauche                             | 53 156       | 59,18        | 13 077      | 57,51       | 10     |
|                |                                    |              |              |             |             |        |
|                | Union pour un mouvement populaire  | 17 440       | 19,42        | 9 661       | 42,49       | 4      |
|                | Divers droite                      | 11 668       | 12,99        |             |             | 2      |
|                | Union pour la démocratie française | 2 944        | 3,28         | 1           |             |        |
|                | Front national                     | 2 926        | 3,26         |             |             |        |
|                | Mouvement national républicain     | 1 684        | 1,78         |             |             |        |
| Droite         | Droite                             | 36 662       | 40,82        | 9 661       | 42,49       | 7      |
|                |                                    |              |              |             |             |        |
| Inscrits       | Inscrits                           | 138 651      | 100,00       | 37 982      | 100,00      |        |
| Abstention     | Abstention                         | 44 223       | 31,90        | 14 536      | 38,27       |        |
| Votants        | Votants                            | 94 428       | 68,10        | 23 446      | 61,73       |        |
| Blancs et nuls | Blancs et nuls                     | 4 610        | 4,88         | 708         | 3,02        |        |
| Exprimés       | Exprimés                           | 89 818       | 95,12        | 22 738      | 96,98       |        |

### Résultats en nombre de sièges
| Parti | Sièges mis en jeu | Élus | Évolution |
| ----- | ----------------- | ---- | --------- |
| PS    | 3                 | 5    | +2        |
| UDF   | 2                 | 1    | -1        |
| UMP   | 6                 | 4    | -2        |
| DVD   | 1                 | 2    | +1        |
| DVG   | 3                 | 4    | +1        |
| PCF   | 1                 | 1    | =         |
| EELV  | 1                 | 0    | -1        |

### Assemblée départementale à l'issue des élections
| Parti                             | Sigle | Sigle | Élus |
| --------------------------------- | ----- | ----- | ---- |
| Majorité (23 sièges)              |       |       |      |
| Parti socialiste                  |       | PS    | 16   |
| Divers gauche                     |       | DVG   | 5    |
| Parti communiste français         |       | PCF   | 2    |
| Opposition (12 sièges)            |       |       |      |
| Union pour un mouvement populaire |       | UMP   | 8    |
| Divers droite                     |       | DVD   | 4    |
| Président du Conseil général      |       |       |      |
| Michel Boutant (PS)               |       |       |      |

### Liste des élus
| Canton                   | Conseiller sortant  | Parti | Parti     | Conseiller élu        | Parti | Parti    |
| ------------------------ | ------------------- | ----- | --------- | --------------------- | ----- | -------- |
| Barbezieux-Saint-Hilaire | Pierre Bobe         |       | NC        | André Meuraillon      |       | DVD      |
| Blanzac-Porcheresse      | François Lucas      |       | UMP       | François Lucas        |       | UMP      |
| Brossac                  | Marc Courjaud       |       | DVD       | Marc Courjaud         |       | UMP      |
| Chabanais                | Jean-Marie Judde    |       | DVG       | Jean-Marie Judde      |       | DVG      |
| Chalais                  | Joël Boniface       |       | DVD       | Joël Boniface         |       | UMP      |
| Champagne-Mouton         | Gérard Desouhant    |       | DVG       | Gérard Desouhant      |       | DVG      |
| Châteauneuf-sur-Charente | Jacques Bobe        |       | UMP       | Jean-Paul Zucchi      |       | UMP      |
| Cognac-Sud               | Jean Gombert        |       | DVD       | Jean Gombert          |       | app. UMP |
| La Couronne              | Patrick Fontanaud   |       | Les Verts | Jean-François Dauré   |       | PS       |
| Le-Gond-Pontouvre        | Jeanne Filloux      |       | PS        | Jeanne Filloux        |       | PS       |
| La Rochefoucauld         | Guy Branchut        |       | PS        | Guy Branchut          |       | PS       |
| Mansle                   | Michel Harmand      |       | UMP       | Nicole Bonnefoy       |       | PS       |
| Montembœuf               | Jean-Pierre Compain |       | UMP       | Jean-Pierre Montauban |       | DVG      |
| Rouillac                 | François Bonneau    |       | DVD       | François Bonneau      |       | DVD      |
| Ruelle-sur-Touvre        | Jacques Persyn      |       | PCF       | Jacques Persyn        |       | PCF      |
| Soyaux                   | Abel Migné          |       | PS        | Abel Migné            |       | PS       |
| Villefagnan              | Edgard Saulnier     |       | PS        | Edgard Saulnier       |       | PS       |

## Résultats par canton

### Canton de Barbezieux-Saint-Hilaire
- Conseiller général sortant : Pierre Bobe (UDF)

| Candidats      | Candidats         | Étiquette      | Premier tour | Premier tour |
| Candidats      | Candidats         | Étiquette      | Voix         | %            |
| -------------- | ----------------- | -------------- | ------------ | ------------ |
|                | André Meuraillon  | DVD            | 2 715        | 52,52        |
|                | Jacques Mikulovic | PS             | 1 892        | 36,60        |
|                | Yves Guieau       | FN             | 307          | 5,94         |
|                | Norbert Bouyer    | PCF            | 255          | 4,93         |
|                |                   |                |              |              |
| Inscrits       | Inscrits          | Inscrits       | 7 534        | 100,00       |
| Abstentions    | Abstentions       | Abstentions    | 2 104        | 27,93        |
| Votants        | Votants           | Votants        | 5 430        | 72,07        |
| Blancs et nuls | Blancs et nuls    | Blancs et nuls | 261          | 4,81         |
| Exprimés       | Exprimés          | Exprimés       | 5 169        | 95,19        |

### Canton de Blanzac-Porcheresse
| Candidats      | Candidats           | Étiquette      | Premier tour | Premier tour |
| Candidats      | Candidats           | Étiquette      | Voix         | %            |
| -------------- | ------------------- | -------------- | ------------ | ------------ |
|                | François Lucas*     | UMP            | 2 929        | 68,18        |
|                | Bernard Mauget      | PS             | 1 101        | 25,63        |
|                | Pierre-Hervé Castay | MNR            | 266          | 6,19         |
|                |                     |                |              |              |
| Inscrits       | Inscrits            | Inscrits       | 6 440        | 100,00       |
| Abstentions    | Abstentions         | Abstentions    | 1 849        | 28,71        |
| Votants        | Votants             | Votants        | 4 591        | 71,29        |
| Blancs et nuls | Blancs et nuls      | Blancs et nuls | 295          | 6,43         |
| Exprimés       | Exprimés            | Exprimés       | 4 296        | 93,57        |

*sortant

### Canton de Brossac
| Candidats      | Candidats               | Étiquette      | Premier tour | Premier tour |
| Candidats      | Candidats               | Étiquette      | Voix         | %            |
| -------------- | ----------------------- | -------------- | ------------ | ------------ |
|                | Marc Courjaud*          | UMP            | 704          | 50,14        |
|                | Jean-Yves Ambaud        | DVG            | 554          | 39,46        |
|                | Philippe Touzeau-Menoni | MoDem          | 146          | 10,40        |
|                |                         |                |              |              |
| Inscrits       | Inscrits                | Inscrits       | 1 842        | 100,00       |
| Abstentions    | Abstentions             | Abstentions    | 376          | 20,41        |
| Votants        | Votants                 | Votants        | 1 466        | 79,59        |
| Blancs et nuls | Blancs et nuls          | Blancs et nuls | 62           | 4,23         |
| Exprimés       | Exprimés                | Exprimés       | 1 404        | 95,77        |

*sortant

### Canton de Chabanais
| Candidats      | Candidats         | Étiquette      | Premier tour | Premier tour |
| Candidats      | Candidats         | Étiquette      | Voix         | %            |
| -------------- | ----------------- | -------------- | ------------ | ------------ |
|                | Jean-Marie Judde* | DVG            | 3 519        | 87,30        |
|                | Magalie Denys     | MNR            | 512          | 12,70        |
|                |                   |                |              |              |
| Inscrits       | Inscrits          | Inscrits       | 6 302        | 100,00       |
| Abstentions    | Abstentions       | Abstentions    | 1 615        | 25,63        |
| Votants        | Votants           | Votants        | 4 687        | 74,37        |
| Blancs et nuls | Blancs et nuls    | Blancs et nuls | 656          | 14,00        |
| Exprimés       | Exprimés          | Exprimés       | 4 031        | 86,00        |

*sortant

### Canton de Chalais
| Candidats      | Candidats       | Étiquette      | Premier tour | Premier tour | Deuxième tour | Deuxième tour |
| Candidats      | Candidats       | Étiquette      | Voix         | %            | Voix          | %             |
| -------------- | --------------- | -------------- | ------------ | ------------ | ------------- | ------------- |
|                | Joël Boniface*  | UMP            | 1 041        | 39,70        | 1 168         | 45,75         |
|                | Joël Papillaud  | DVG            | 681          | 25,97        | 801           | 31,37         |
|                | Michel Dubreuil | DVG            | 674          | 25,71        | 584           | 22,88         |
|                | Bernard Barreau | EXG            | 226          | 8,62         |               |               |
|                |                 |                |              |              |               |               |
| Inscrits       | Inscrits        | Inscrits       | 3 634        | 100,00       | 3 634         | 100,00        |
| Abstentions    | Abstentions     | Abstentions    | 918          | 25,26        | 997           | 27,44         |
| Votants        | Votants         | Votants        | 2 716        | 74,74        | 2 637         | 72,56         |
| Blancs et nuls | Blancs et nuls  | Blancs et nuls | 94           | 3,46         | 84            | 3,19          |
| Exprimés       | Exprimés        | Exprimés       | 2 622        | 96,54        | 2 553         | 96,81         |

*sortant

### Canton de Champagne-Mouton
| Candidats      | Candidats                | Étiquette      | Premier tour | Premier tour |
| Candidats      | Candidats                | Étiquette      | Voix         | %            |
| -------------- | ------------------------ | -------------- | ------------ | ------------ |
|                | Gérard Desouhant*        | DVG            | 1 324        | 87,16        |
|                | René Jean-Pierre Thromas | FN             | 195          | 12,84        |
|                |                          |                |              |              |
| Inscrits       | Inscrits                 | Inscrits       | 2 142        | 100,00       |
| Abstentions    | Abstentions              | Abstentions    | 467          | 21,80        |
| Votants        | Votants                  | Votants        | 1 675        | 78,20        |
| Blancs et nuls | Blancs et nuls           | Blancs et nuls | 156          | 9,31         |
| Exprimés       | Exprimés                 | Exprimés       | 1 519        | 90,69        |

*sortant

### Canton de Châteauneuf-sur-Charente
- Conseiller général sortant : Jacques Bobe (UMP)

| Candidats      | Candidats            | Étiquette      | Premier tour | Premier tour | Deuxième tour | Deuxième tour |
| Candidats      | Candidats            | Étiquette      | Voix         | %            | Voix          | %             |
| -------------- | -------------------- | -------------- | ------------ | ------------ | ------------- | ------------- |
|                | Jean-Paul Zuchi      | UMP            | 1 641        | 38,61        | 1 812         | 51,03         |
|                | Jean-Marie Parenteau | DVG            | 1 166        | 27,44        | 1 739         | 48,97         |
|                | Christian Dufront    | PS             | 711          | 16,73        | Retrait       | Retrait       |
|                | Claude Meslier       | MoDem          | 451          | 10,61        |               |               |
|                | Geneviève Deprecq    | FN             | 281          | 6,61         |               |               |
|                |                      |                |              |              |               |               |
| Inscrits       | Inscrits             | Inscrits       | 6 035        | 100,00       | 6 068         | 100,00        |
| Abstentions    | Abstentions          | Abstentions    | 1 607        | 26,63        | 2 377         | 39,17         |
| Votants        | Votants              | Votants        | 4 428        | 73,37        | 3 691         | 60,83         |
| Blancs et nuls | Blancs et nuls       | Blancs et nuls | 178          | 4,02         | 140           | 3,79          |
| Exprimés       | Exprimés             | Exprimés       | 4 250        | 95,98        | 3 551         | 96,21         |

### Canton de Cognac-Sud
| Candidats      | Candidats              | Étiquette      | Premier tour | Premier tour |
| Candidats      | Candidats              | Étiquette      | Voix         | %            |
| -------------- | ---------------------- | -------------- | ------------ | ------------ |
|                | Jean Gombert*          | DVD            | 3 815        | 51,89        |
|                | Patrick Bompoint       | PRG            | 1 477        | 20,09        |
|                | Jean-Claude Fayemendie | DVG            | 1 129        | 15,36        |
|                | Didier Pillet          | PCF            | 578          | 7,86         |
|                | Jeanine Dupuis         | FN             | 353          | 4,80         |
|                |                        |                |              |              |
| Inscrits       | Inscrits               | Inscrits       | 12 751       | 100,00       |
| Abstentions    | Abstentions            | Abstentions    | 5 175        | 40,59        |
| Votants        | Votants                | Votants        | 7 576        | 59,41        |
| Blancs et nuls | Blancs et nuls         | Blancs et nuls | 224          | 2,96         |
| Exprimés       | Exprimés               | Exprimés       | 7 352        | 97,04        |

*sortant

### Canton de La Couronne
| Candidats      | Candidats            | Étiquette      | Premier tour | Premier tour | Deuxième tour | Deuxième tour |
| Candidats      | Candidats            | Étiquette      | Voix         | %            | Voix          | %             |
| -------------- | -------------------- | -------------- | ------------ | ------------ | ------------- | ------------- |
|                | Jean-Paul Kerjean    | UMP            | 3 530        | 31,89        | 3 325         | 34,12         |
|                | Jean-François Dauré  | PS             | 3 460        | 31,26        | 3 634         | 37,29         |
|                | Patrick Fontanaud*   | EÉLV           | 3 409        | 30,80        | 2 786         | 28,59         |
|                | Jean-Baptiste Millon | FN             | 670          | 6,05         |               |               |
|                |                      |                |              |              |               |               |
| Inscrits       | Inscrits             | Inscrits       | 18 298       | 100,00       | 18 300        | 100,00        |
| Abstentions    | Abstentions          | Abstentions    | 6 760        | 36,94        | 8 288         | 45,29         |
| Votants        | Votants              | Votants        | 11 538       | 63,06        | 10 012        | 54,71         |
| Blancs et nuls | Blancs et nuls       | Blancs et nuls | 469          | 4,06         | 267           | 2,67          |
| Exprimés       | Exprimés             | Exprimés       | 11 069       | 95,94        | 9 745         | 97,33         |

*sortant

### Canton de Gond-Pontouvre
| Candidats      | Candidats                | Étiquette      | Premier tour | Premier tour |
| Candidats      | Candidats                | Étiquette      | Voix         | %            |
| -------------- | ------------------------ | -------------- | ------------ | ------------ |
|                | Jeanne Filloux*          | PS             | 4 360        | 50,38        |
|                | BenoÏt Miège-Declercq    | UMP            | 1 404        | 16,22        |
|                | Annette Feuillade-Masson | PCF            | 1 372        | 15,85        |
|                | Alain Chailloux          | CNIP           | 1 051        | 12,14        |
|                | Sébastien Bedon          | FN             | 467          | 5,40         |
|                |                          |                |              |              |
| Inscrits       | Inscrits                 | Inscrits       | 14 609       | 100,00       |
| Abstentions    | Abstentions              | Abstentions    | 5 466        | 37,42        |
| Votants        | Votants                  | Votants        | 9 143        | 62,58        |
| Blancs et nuls | Blancs et nuls           | Blancs et nuls | 489          | 5,35         |
| Exprimés       | Exprimés                 | Exprimés       | 8 654        | 94,65        |

*sortant

### Canton de Mansle
| Candidats      | Candidats         | Étiquette      | Premier tour | Premier tour | Deuxième tour | Deuxième tour |
| Candidats      | Candidats         | Étiquette      | Voix         | %            | Voix          | %             |
| -------------- | ----------------- | -------------- | ------------ | ------------ | ------------- | ------------- |
|                | Michel Harmand*   | UMP            | 2 333        | 45,75        | 2 286         | 49,42         |
|                | Nicole Bonnefoy   | PS             | 1 734        | 34,01        | 2 340         | 50,58         |
|                | Philippe Boireaud | DVG            | 805          | 15,79        | Retrait       | Retrait       |
|                | Yseult Goutierre  | FN             | 227          | 4,45         |               |               |
|                |                   |                |              |              |               |               |
| Inscrits       | Inscrits          | Inscrits       | 6 814        | 100,00       | 6 814         | 100,00        |
| Abstentions    | Abstentions       | Abstentions    | 1 555        | 22,82        | 2 041         | 29,95         |
| Votants        | Votants           | Votants        | 5 259        | 77,18        | 4 773         | 70,05         |
| Blancs et nuls | Blancs et nuls    | Blancs et nuls | 160          | 3,04         | 147           | 3,08          |
| Exprimés       | Exprimés          | Exprimés       | 5 099        | 96,96        | 4 626         | 96,92         |

*sortant

### Canton de Montembœuf
| Candidats      | Candidats             | Étiquette      | Premier tour | Premier tour | Deuxième tour | Deuxième tour |
| Candidats      | Candidats             | Étiquette      | Voix         | %            | Voix          | %             |
| -------------- | --------------------- | -------------- | ------------ | ------------ | ------------- | ------------- |
|                | Jean-Pierre Compain*  | UMP            | 1 039        | 42,69        | 1 070         | 47,28         |
|                | Jean-Pierre Montauban | DVG            | 771          | 31,68        | 1 193         | 52,72         |
|                | Patrice Boutenegre    | PS             | 498          | 20,46        | Retrait       | Retrait       |
|                | Philippe Villette     | PCF            | 126          | 5,18         |               |               |
|                |                       |                |              |              |               |               |
| Inscrits       | Inscrits              | Inscrits       | 3 166        | 100,00       | 3 166         | 100,00        |
| Abstentions    | Abstentions           | Abstentions    | 637          | 20,12        | 833           | 26,31         |
| Votants        | Votants               | Votants        | 2 529        | 79,88        | 2 333         | 73,69         |
| Blancs et nuls | Blancs et nuls        | Blancs et nuls | 95           | 3,76         | 70            | 3,00          |
| Exprimés       | Exprimés              | Exprimés       | 2 434        | 96,24        | 2 263         | 97,00         |

*sortant

### Canton de La Rochefoucauld
| Candidats      | Candidats      | Étiquette      | Premier tour | Premier tour |
| Candidats      | Candidats      | Étiquette      | Voix         | %            |
| -------------- | -------------- | -------------- | ------------ | ------------ |
|                | Guy Branchut*  | DVG            | 5 075        | 52,07        |
|                | Élise Vouvet   | UMP            | 2 819        | 28,92        |
|                | Rémy Merle     | PCF            | 1 450        | 14,88        |
|                | André Michaud  | MNR            | 402          | 4,12         |
|                |                |                |              |              |
| Inscrits       | Inscrits       | Inscrits       | 14 063       | 100,00       |
| Abstentions    | Abstentions    | Abstentions    | 3 892        | 27,68        |
| Votants        | Votants        | Votants        | 10 171       | 72,32        |
| Blancs et nuls | Blancs et nuls | Blancs et nuls | 425          | 4,18         |
| Exprimés       | Exprimés       | Exprimés       | 9 746        | 95,82        |

*sortant

### Canton de Rouillac
| Candidats      | Candidats         | Étiquette      | Premier tour | Premier tour |
| Candidats      | Candidats         | Étiquette      | Voix         | %            |
| -------------- | ----------------- | -------------- | ------------ | ------------ |
|                | François Bonneau* | DVD            | 2 347        | 54,62        |
|                | Christian Légeron | PS             | 1 950        | 45,38        |
|                |                   |                |              |              |
| Inscrits       | Inscrits          | Inscrits       | 5 742        | 100,00       |
| Abstentions    | Abstentions       | Abstentions    | 1 293        | 22,52        |
| Votants        | Votants           | Votants        | 4 449        | 77,48        |
| Blancs et nuls | Blancs et nuls    | Blancs et nuls | 152          | 3,42         |
| Exprimés       | Exprimés          | Exprimés       | 4 297        | 96,58        |

*sortant

### Canton de Ruelle-sur-Touvre
| Candidats      | Candidats          | Étiquette      | Premier tour | Premier tour |
| Candidats      | Candidats          | Étiquette      | Voix         | %            |
| -------------- | ------------------ | -------------- | ------------ | ------------ |
|                | Jacques Persyn*    | PCF            | 4 408        | 52,48        |
|                | Michel Broncy      | PS             | 2 241        | 26,68        |
|                | Jean-Claude Duchet | DVD            | 1 247        | 14,85        |
|                | Jean-Michel André  | MNR            | 504          | 6,00         |
|                |                    |                |              |              |
| Inscrits       | Inscrits           | Inscrits       | 14 509       | 100,00       |
| Abstentions    | Abstentions        | Abstentions    | 5 704        | 39,31        |
| Votants        | Votants            | Votants        | 8 805        | 60,69        |
| Blancs et nuls | Blancs et nuls     | Blancs et nuls | 405          | 4,60         |
| Exprimés       | Exprimés           | Exprimés       | 8 400        | 95,40        |

*sortant

### Canton de Soyaux
| Candidats      | Candidats               | Étiquette      | Premier tour | Premier tour |
| Candidats      | Candidats               | Étiquette      | Voix         | %            |
| -------------- | ----------------------- | -------------- | ------------ | ------------ |
|                | Abel Migné*             | PS             | 3 110        | 50,95        |
|                | Michel Bonnefond        | DVD            | 1 747        | 28,62        |
|                | Denis Lavauzelle        | PCF            | 821          | 13,45        |
|                | Marie-Christine Cardoso | FN             | 426          | 6,98         |
|                |                         |                |              |              |
| Inscrits       | Inscrits                | Inscrits       | 10 283       | 100,00       |
| Abstentions    | Abstentions             | Abstentions    | 3 893        | 37,86        |
| Votants        | Votants                 | Votants        | 6 390        | 62,14        |
| Blancs et nuls | Blancs et nuls          | Blancs et nuls | 286          | 4,48         |
| Exprimés       | Exprimés                | Exprimés       | 6 104        | 95,52        |

*sortant

### Canton de Villefagnan
| Candidats      | Candidats        | Étiquette      | Premier tour | Premier tour |
| Candidats      | Candidats        | Étiquette      | Voix         | %            |
| -------------- | ---------------- | -------------- | ------------ | ------------ |
|                | Edgard Saulnier* | PS             | 2 279        | 67,59        |
|                | Théo Gasseling   | DVD            | 1 093        | 32,41        |
|                |                  |                |              |              |
| Inscrits       | Inscrits         | Inscrits       | 4 487        | 100,00       |
| Abstentions    | Abstentions      | Abstentions    | 912          | 20,33        |
| Votants        | Votants          | Votants        | 3 575        | 79,67        |
| Blancs et nuls | Blancs et nuls   | Blancs et nuls | 203          | 5,68         |
| Exprimés       | Exprimés         | Exprimés       | 3 372        | 94,32        |

*sortant